# Mannebach (bei Saarburg)
Mannebach település Németországban, Rajna-vidék-Pfalz tartományban. Lakosainak száma 334 fő (2023. december 31.).

## Népesség
A település népességének változása:
| Lakosok száma | 311  | 363  | 327  | 323  | 330  | 334  | 334  |
|               | 1975 | 2014 | 2017 | 2019 | 2021 | 2022 | 2023 |